# Bissulfato de potássio
Bissulfato de potássio, também chamado de sulfato ácido de potássio ou hidrogenosulfato de potássio, é um composto químico de fórmula KHSO4. É o sal ácido parcialmente neutralizado de potássio do ácido sulfúrico.

## Produção
Bissulfato de potássio é por misturar estequiométricas quantidades de hidróxido de potássio e ácido sulfúrico o qual reage para formar bissulfato de potássio e água.
KOH + H2SO4 → KHSO4 + H2O

## Usos
Bissulfato de potássio é normalmente usado na conversão de tartaratos a bitartaratos em vinho. Também é utilizado como um agente desintegrante em química analítica.

## Características químicas
Uma solução de bissulfato de potássio comporta-se como se os dois congêneres (K2SO4 e H2SO4) estivessem combinados. Adicionando etanol à solução de bissulfato de potássio precipita sulfato.